# 샤먼섬

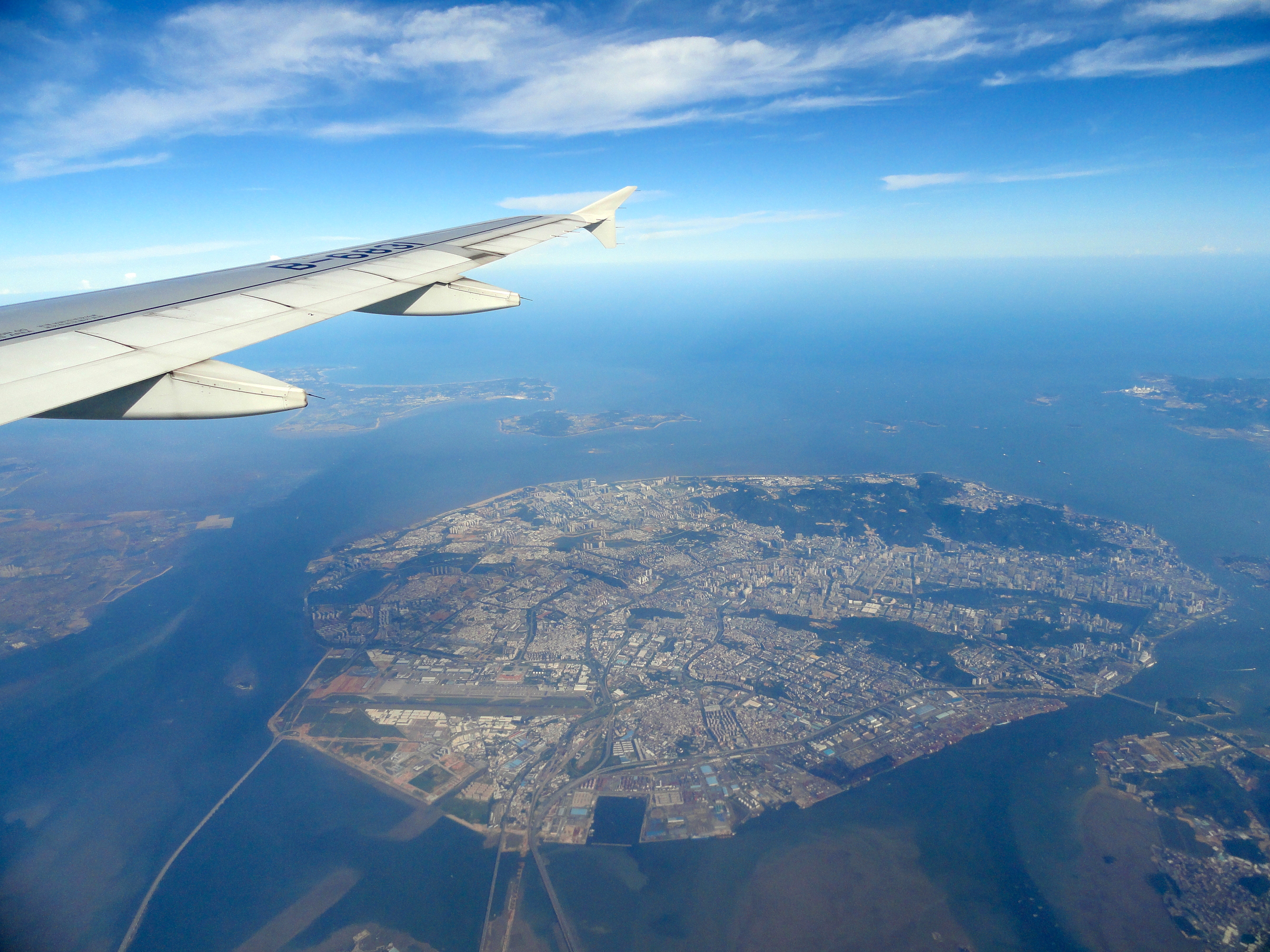

샤먼섬(Xiamen Island)은 샤먼시의 후리구와 쓰밍구가 있는 섬이다.

## 같이 보기
- 샤먼시